# تيم تولكين
تيم تولكين (بالإنجليزية: Tim Tolkien)‏ هو نحات بريطاني، ولد في سبتمبر 1962 في باكينغهامشير في المملكة المتحدة.